# Омекур
Омеку́р (фр. Homécourt) — коммуна во французском департаменте Мёрт и Мозель, региона Лотарингия. Центр одноимённого кантона.

## География

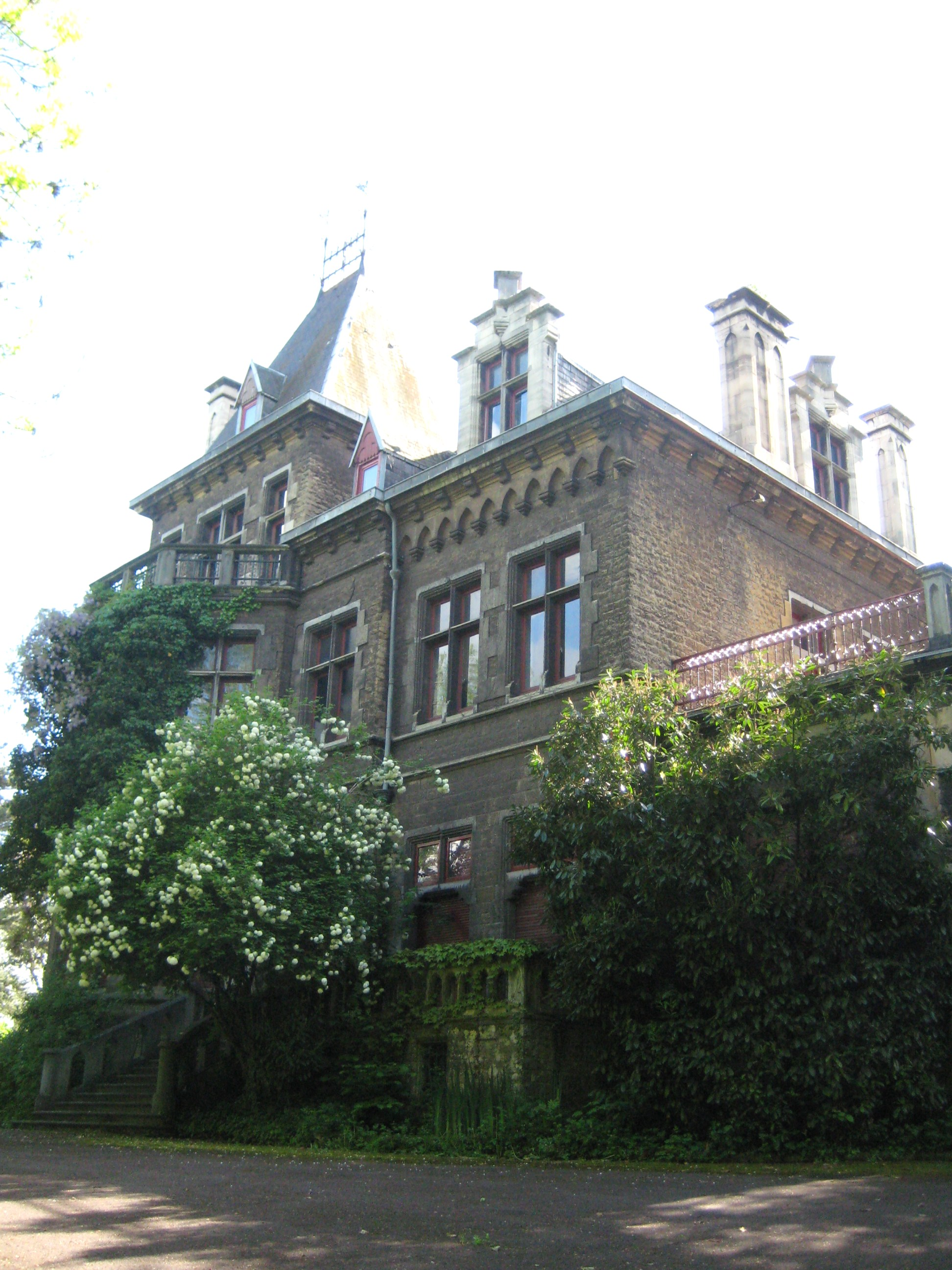
Замок Омекур

Омекур расположен в 18 км к северо-западу от Меца. Соседние коммуны: Жёф на ссеверо-востоке, Монтуа-ла-Монтань на юго-востоке, Обуэ на юго-западе, Мутье и Брие на северо-западе.

## История
В 1871—1914 годах был пограничным с Германской империей городом.

## Демография
Население коммуны на 2010 год составляло 6322 человека.
| 1962   | 1968   | 1975   | 1982 | 1990 | 1999 | 2010 |
| ------ | ------ | ------ | ---- | ---- | ---- | ---- |
| 10 245 | 10 616 | 10 156 | 8220 | 7088 | 6814 | 6322 |